# ريفر أيلاند
ريفر أيلاند (بالإنجليزية: River Island)‏ هي علامة تجارية للأزياء الراقية مقرها لندن، وتعمل في عدد من الأسواق العالمية. أسسها برنارد لويس وإخوانه عام 1948 في لندن. ريفرأيلاند هي شركة خاصة مملوكة لعائلة لويس.

## التاريخ
في عام 1948، بدأ برنارد لويس ببيع الفاكهة والخضروات، ثم حياكة الصوف من موقعه في الطرف الشرقي من لندن . انضم إليه إخوانه الثلاثة، وتوسعت السلسلة إلى تسعة متاجر تحت عنوان لويس.
بحلول عام 1965، توسعت سلسلة متاجر لويس إلى 70 متجرًا في المملكة المتحدة، وتَقررأن العلامة التجارية بحاجة إلى هوية جديدة. تمت إعادة تسمية لويس باسم تشيلسي جيرل، ويعود اختيارهذا الاسم في ذلك الوقت إلى طريق الملك في تشيلسي الذي يعد مركزًا للموضة والموسيقى والثقافة الشعبية. أصبحت تشيلسي جيرل أول سلسلة بوتيك للأزياء تفتح في المملكة المتحدة، وركزت فقط على العناصر التي قد تجذب الإناث.
في أواخر سبعينيات القرن الماضي، ترك اثنان من الأخوة الشركة ، وتولى برنارد وديفيد وعائلاتهم المسؤولية. شكلوا مجموعة لويس ترست، التي أدار فيها ديفيد الأعمال الأخرى التي تغطي الفنادق والعقارات والاستثمارات، وأداربرنارد عمليات البيع بالتجزئة. حيث سمح ذلك للشركة بالتوسع في الملابس الرجالية في عام 1982 مع إطلاق متاجر كونسيبت مان، قبل أن يتم دمجها مع تشيلسي جيرل لتصبح علامة تجارية واحدة للبيع بالتجزئة تحت اسم ريفر أيلاند في عام 1988.
في عام 1993، افتتحت العلامة التجارية ريفر أيلاند أول متجر لها في جمهورية أيرلندا. منذ ذلك الحين توسعت في عشرات الأسواق بما في ذلك روسيا وبولندا ودول مختلفة في الشرق الأوسط .
في عام 2010 ، أطلقت ريفر أيلاند ملابس كيدزوير. في عام 2011 ، أعيد تقديم تشيلسي جيرل كمجموعة داخل متاجر ريفر أيلاند.  في عام 2018 ، أطلقت ريفر أيلاند شركة آرآي بيبي لتوسيع معرض ملابس الأطفال. في سبتمبر 2019 ، تم تعيين ويل كيرنان في منصب الرئيس التنفيذي ليحل محل الرئيس التنفيذي السابق لمدة 10 سنوات بين لويس كأول عضو من خارج العائلة في هذا المنصب.

## المتاجر

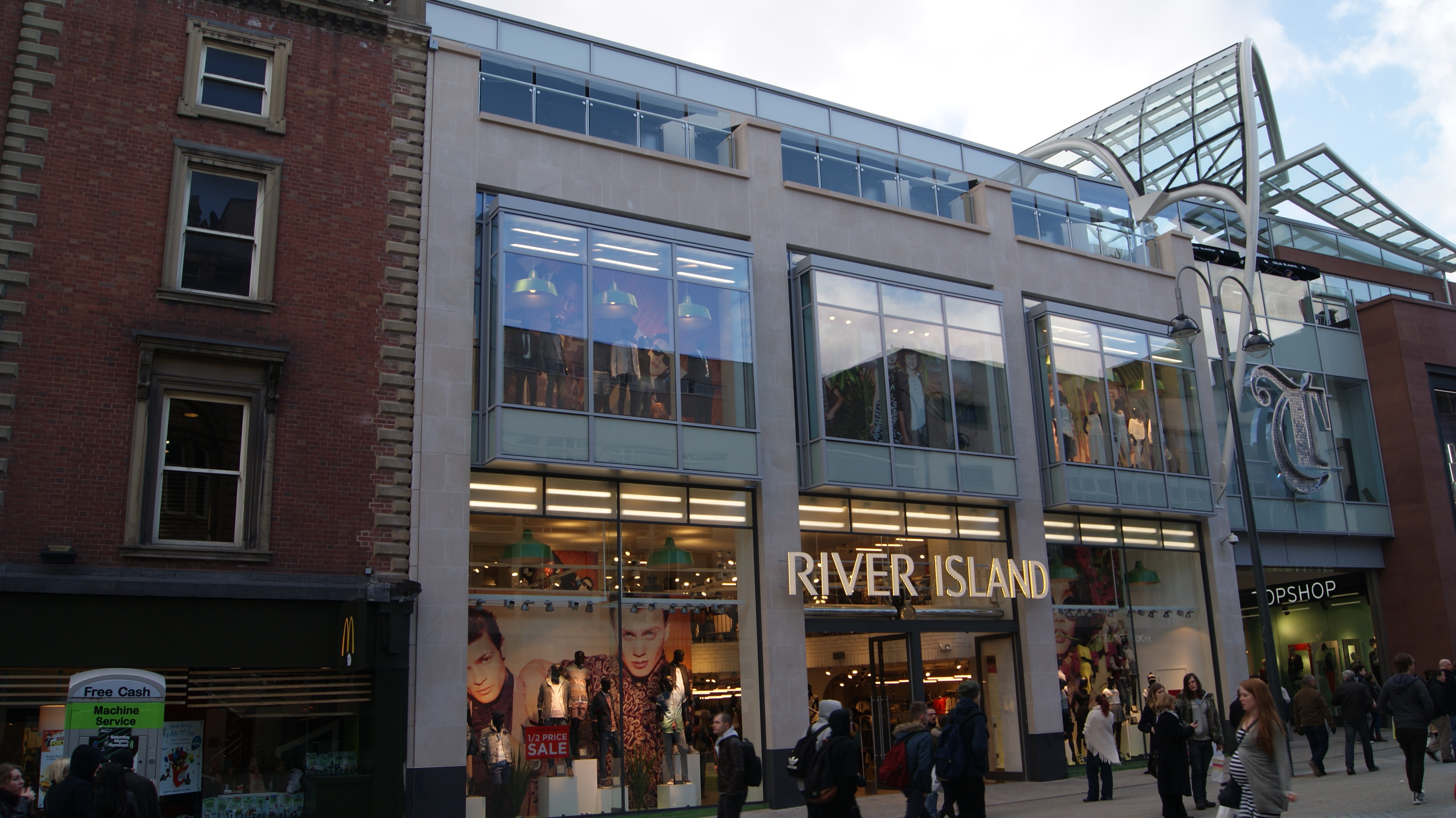
فرع في ليدز، غرب يوركشاير.

لدى ريفر أيلاند أكثرمن 350 متجرًا في جميع أنحاء المملكة المتحدة وأيرلندا ودوليًا (أكثر من 250 منها في المملكة المتحدة وأيرلندا)، بالإضافة إلى ستة مواقع مخصصة على الإنترنت.
اعتبارًا من عام 2012، لم يعد لدى ريفر أيلاند متاجر في سنغافورة. في عام 2013، بدأ متجر الأزياء بالتجزئة عبر الإنترنت Zalora بالعمل كجسر بين ريفر أيلاند ومعظم جنوب شرق آسيا.

## التصميم

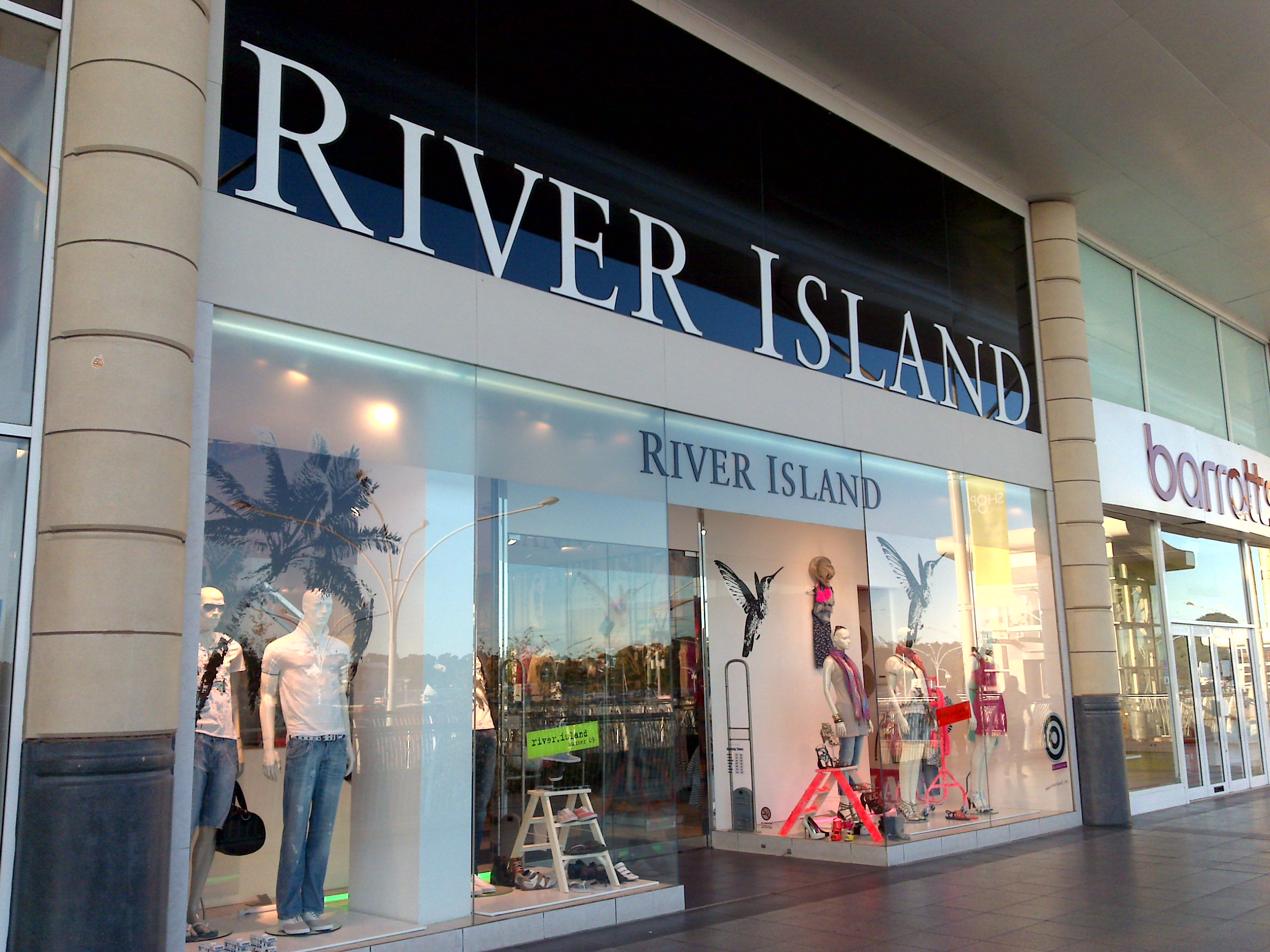
واجهة المتجر في مركز تسوق Castlepoint.

لدى ريفر أيلاند فريق مختص بالتصميم الداخلي في مقرها في غرب لندن. 

## روابط خارجية
- الموقع الرسمي